# Baiocco (Münze)

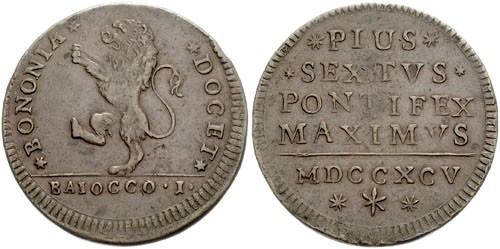
1 Baiocco von 1795

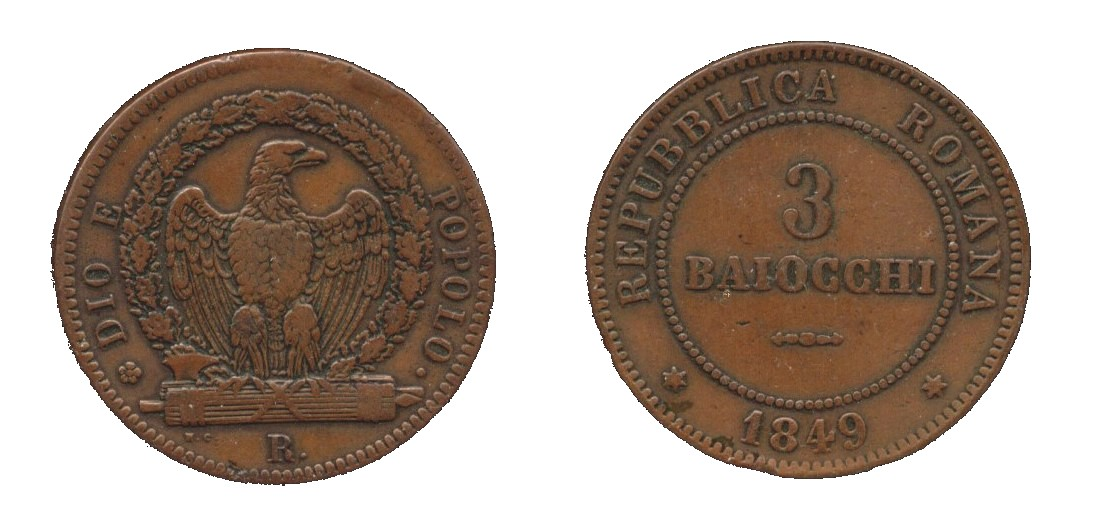
3-Baiocchi-Münze der Römischen Republik (1849)

Baiocco (auch Bajocco, Plural Baiocchi oder Bajocchi) ist eine historische Münze des Kirchenstaates.
Die Herkunft des Namens ist strittig. Erstmals taucht er um 1420 in Sulmona und Sora auf, wo er die silbernen Bolognini bezeichnet. Von ihnen wurde der Name etwa um 1450 auf die päpstlichen Bolognini übertragen.
In der Regierungszeit von Papst Julius II.  galten im Kirchenstaat
- 10 Baiocchi = 60 Quattrini = 1 Giulio[2]

Von 1726 bis 1870 wurde der Baiocco als kupferne Scheidemünze geprägt; gegen 1800 zum Teil in riesigen Stückzahlen. Der Wert der 12 Gramm schweren Kupfermünze betrug 1/100 Scudo. Ein Baiocco war in 5 Quattrini unterteilt. Neben ganzen Baiocchi wurden halbe und doppelte Baiocchi, sowie zur Regierungszeit von Pius VI. auch Münzen zu 2 ½ und 5 Baiocchi geprägt. Während der Römischen Republik von 1849 war auch eine 3-Baiocchi-Münze in Umlauf.
Im Königreich beider Sizilien (1816–1861) existierte ebenfalls eine Baiocco genannte Scheidemünze im Wert von 2 Grani; auch in der für sechs Monate unabhängigen Romagna (1859–1860) zirkulierte der Baiocco.